# Miloš Glonek
Miloš Glonek (Zlaté Moravce, 26 settembre 1968) è un ex calciatore slovacco, di ruolo difensore, di nazionalità cecoslovacca fino al 1993.

## Carriera

### Club
Crebbe nelle giovanili dello Zlaté Moravce prima e Spartak Trnava poi, quindi nel 1986 si trasferì allo Slovan Bratislava con cui disputò sei stagioni.
Approdò poi in Serie A nel 1992 dopo essere stato acquistato dall'Ancona. Dopo la separazione della Cecoslovacchia e l'acquisizione della nazionalità slovacca, divenne il primo calciatore proveniente da questa nazione a militare nella massima serie italiana.
Nel 1994 si trasferì in Francia tra le file del Caen, dove rimase sino al 1997, anno in cui fa ritorno allo Slovan Bratislava.
Quella allo Slovan si rivela essere una parentesi annuale per Glonek in quanto nel 1998 torna a vestire la maglia del Caen, cui va a concludere la propria carriera nel 2001.

### Nazionale
Militò nella Cecoslovacchia dal 1991 al 1993 collezionando 13 presenze, quindi difese i colori della Slovacchia con 12 presenze complessive tra il 1994 e il 1996.

## Statistiche

### Cronologia presenze e reti in nazionale

#### Cecoslovacchia
| Cronologia completa delle presenze e delle reti in nazionale ― Cecoslovacchia | Cronologia completa delle presenze e delle reti in nazionale ― Cecoslovacchia | Cronologia completa delle presenze e delle reti in nazionale ― Cecoslovacchia | Cronologia completa delle presenze e delle reti in nazionale ― Cecoslovacchia | Cronologia completa delle presenze e delle reti in nazionale ― Cecoslovacchia | Cronologia completa delle presenze e delle reti in nazionale ― Cecoslovacchia | Cronologia completa delle presenze e delle reti in nazionale ― Cecoslovacchia | Cronologia completa delle presenze e delle reti in nazionale ― Cecoslovacchia |
| Data                                                                          | Città                                                                         | In casa                                                                       | Risultato                                                                     | Ospiti                                                                        | Competizione                                                                  | Reti                                                                          | Note                                                                          |
| ----------------------------------------------------------------------------- | ----------------------------------------------------------------------------- | ----------------------------------------------------------------------------- | ----------------------------------------------------------------------------- | ----------------------------------------------------------------------------- | ----------------------------------------------------------------------------- | ----------------------------------------------------------------------------- | ----------------------------------------------------------------------------- |
| 13-11-1991                                                                    | Siviglia                                                                      | Spagna                                                                        | 2 – 1                                                                         | Cecoslovacchia                                                                | Qual. Euro 1992                                                               | -                                                                             | 40’                                                                           |
| 18-12-1991                                                                    | Goiânia                                                                       | Brasile                                                                       | 2 – 1                                                                         | Cecoslovacchia                                                                | Amichevole                                                                    | -                                                                             |                                                                               |
| 4-1-1992                                                                      | Il Cairo                                                                      | Egitto                                                                        | 2 – 0                                                                         | Cecoslovacchia                                                                | Amichevole                                                                    | -                                                                             |                                                                               |
| 25-3-1992                                                                     | Praga                                                                         | Cecoslovacchia                                                                | 2 – 2                                                                         | Inghilterra                                                                   | Amichevole                                                                    | -                                                                             |                                                                               |
| 22-4-1992                                                                     | Praga                                                                         | Cecoslovacchia                                                                | 1 – 1                                                                         | Germania                                                                      | Amichevole                                                                    | -                                                                             |                                                                               |
| 27-5-1992                                                                     | Jastrzębie-Zdrój                                                              | Polonia                                                                       | 1 – 0                                                                         | Cecoslovacchia                                                                | Amichevole                                                                    | -                                                                             |                                                                               |
| 19-8-1992                                                                     | Bratislava                                                                    | Cecoslovacchia                                                                | 2 – 2                                                                         | Austria                                                                       | Amichevole                                                                    | -                                                                             | 90’                                                                           |
| 2-9-1992                                                                      | Praga                                                                         | Cecoslovacchia                                                                | 1 – 2                                                                         | Belgio                                                                        | Qual. Mondiali 1994                                                           | -                                                                             |                                                                               |
| 23-9-1992                                                                     | Košice                                                                        | Cecoslovacchia                                                                | 4 – 0                                                                         | Fær Øer                                                                       | Qual. Mondiali 1994                                                           | -                                                                             |                                                                               |
| 14-11-1992                                                                    | Bucarest                                                                      | Romania                                                                       | 1 – 1                                                                         | Cecoslovacchia                                                                | Qual. Mondiali 1994                                                           | -                                                                             |                                                                               |
| 24-3-1993                                                                     | Limisso                                                                       | Cipro                                                                         | 1 – 1                                                                         | Cecoslovacchia                                                                | Qual. Mondiali 1994                                                           | -                                                                             |                                                                               |
| 28-4-1993                                                                     | Ostrava                                                                       | Cecoslovacchia                                                                | 1 – 1                                                                         | Galles                                                                        | Qual. Mondiali 1994                                                           | -                                                                             | 67’                                                                           |
| 2-6-1993                                                                      | Košice                                                                        | Cecoslovacchia                                                                | 5 – 2                                                                         | Romania                                                                       | Qual. Mondiali 1994                                                           | -                                                                             | 81’                                                                           |
| Totale                                                                        |                                                                               | Presenze                                                                      | 13                                                                            |                                                                               | Reti                                                                          | 0                                                                             |                                                                               |

#### Slovacchia
| Cronologia completa delle presenze e delle reti in nazionale ― Slovacchia | Cronologia completa delle presenze e delle reti in nazionale ― Slovacchia | Cronologia completa delle presenze e delle reti in nazionale ― Slovacchia | Cronologia completa delle presenze e delle reti in nazionale ― Slovacchia | Cronologia completa delle presenze e delle reti in nazionale ― Slovacchia | Cronologia completa delle presenze e delle reti in nazionale ― Slovacchia | Cronologia completa delle presenze e delle reti in nazionale ― Slovacchia | Cronologia completa delle presenze e delle reti in nazionale ― Slovacchia |
| Data                                                                      | Città                                                                     | In casa                                                                   | Risultato                                                                 | Ospiti                                                                    | Competizione                                                              | Reti                                                                      | Note                                                                      |
| ------------------------------------------------------------------------- | ------------------------------------------------------------------------- | ------------------------------------------------------------------------- | ------------------------------------------------------------------------- | ------------------------------------------------------------------------- | ------------------------------------------------------------------------- | ------------------------------------------------------------------------- | ------------------------------------------------------------------------- |
| 30-3-1994                                                                 | Ta' Qali                                                                  | Malta                                                                     | 1 – 2                                                                     | Slovacchia                                                                | Amichevole                                                                | -                                                                         |                                                                           |
| 29-5-1994                                                                 | Mosca                                                                     | Russia                                                                    | 2 – 1                                                                     | Cecoslovacchia                                                            | Amichevole                                                                | -                                                                         |                                                                           |
| 16-8-1994                                                                 | Bratislava                                                                | Slovacchia                                                                | 1 – 1                                                                     | Malta                                                                     | Amichevole                                                                | -                                                                         | 46’                                                                       |
| 7-9-1994                                                                  | Bratislava                                                                | Slovacchia                                                                | 0 – 0                                                                     | Francia                                                                   | Qual. Euro 1996                                                           | -                                                                         |                                                                           |
| 12-10-1994                                                                | Ramat Gan                                                                 | Israele                                                                   | 2 – 2                                                                     | Slovacchia                                                                | Qual. Euro 1996                                                           | -                                                                         | 2’                                                                        |
| 12-11-1994                                                                | Bucarest                                                                  | Romania                                                                   | 3 – 2                                                                     | Slovacchia                                                                | Qual. Euro 1996                                                           | -                                                                         |                                                                           |
| 8-3-1995                                                                  | Košice                                                                    | Slovacchia                                                                | 2 – 1                                                                     | Russia                                                                    | Amichevole                                                                | -                                                                         |                                                                           |
| 29-3-1995                                                                 | Košice                                                                    | Slovacchia                                                                | 4 – 1                                                                     | Azerbaigian                                                               | Qual. Euro 1996                                                           | -                                                                         |                                                                           |
| 26-4-1995                                                                 | Nantes                                                                    | Francia                                                                   | 4 – 0                                                                     | Slovacchia                                                                | Qual. Euro 1996                                                           | -                                                                         |                                                                           |
| 8-5-1995                                                                  | Bratislava                                                                | Slovacchia                                                                | 1 – 1                                                                     | Rep. Ceca                                                                 | Amichevole                                                                | -                                                                         |                                                                           |
| 7-6-1995                                                                  | Zabrze                                                                    | Polonia                                                                   | 5 – 0                                                                     | Slovacchia                                                                | Qual. Euro 1996                                                           | -                                                                         | 61’                                                                       |
| 27-3-1996                                                                 | Nitra                                                                     | Slovacchia                                                                | 4 – 0                                                                     | Bielorussia                                                               | Amichevole                                                                | -                                                                         |                                                                           |
| Totale                                                                    |                                                                           | Presenze                                                                  | 12                                                                        |                                                                           | Reti                                                                      | 0                                                                         |                                                                           |